# Vallauris
Vallauris település Franciaországban, Alpes-Maritimes megyében. Lakosainak száma 28 579 fő (2022. január 1.). Vallauris Antibes, Cannes, Le Cannet, Mougins és Valbonne községekkel határos.

## Fekvése
Cannestől északkeletre fekvő település.

## Története

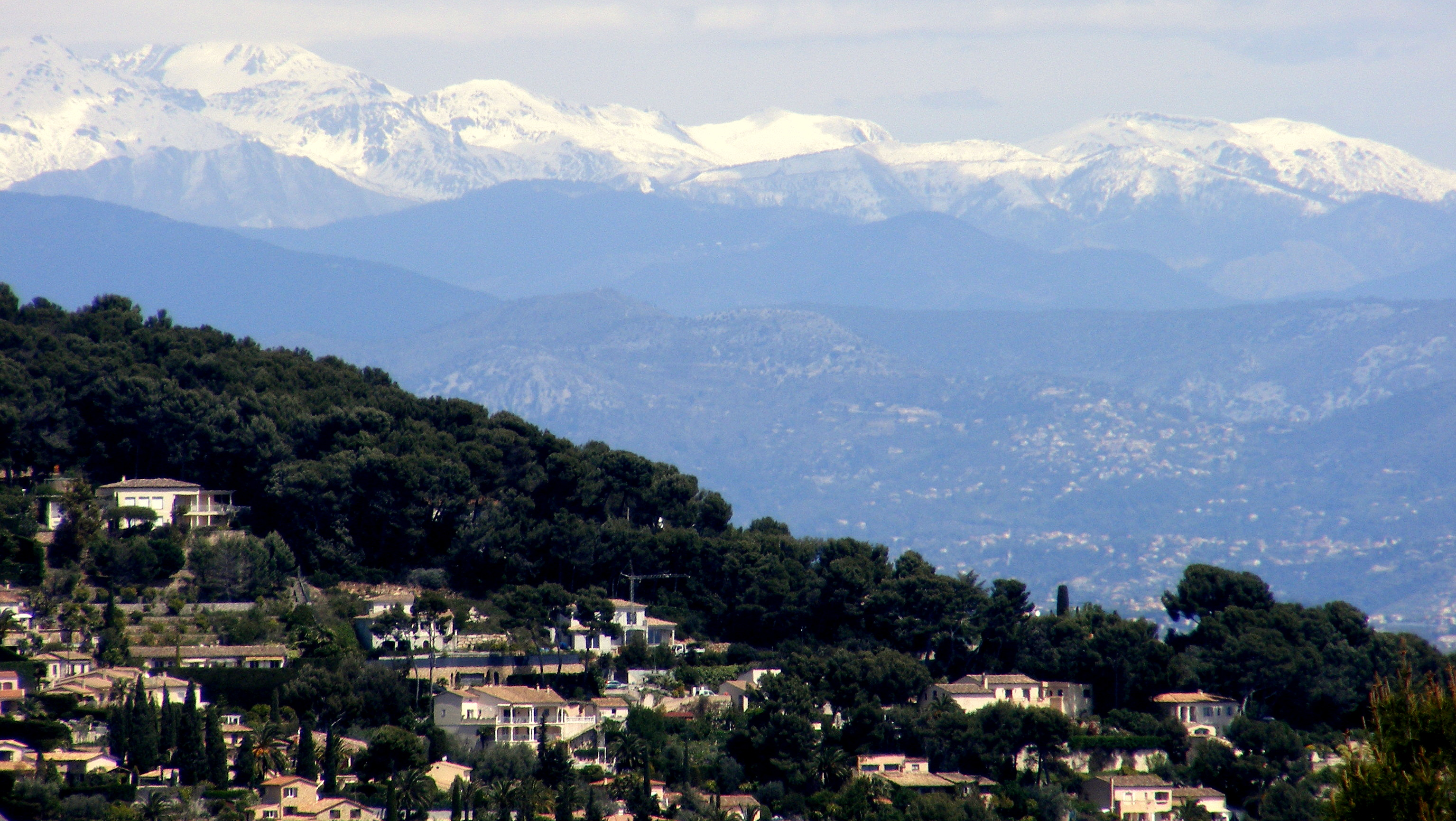

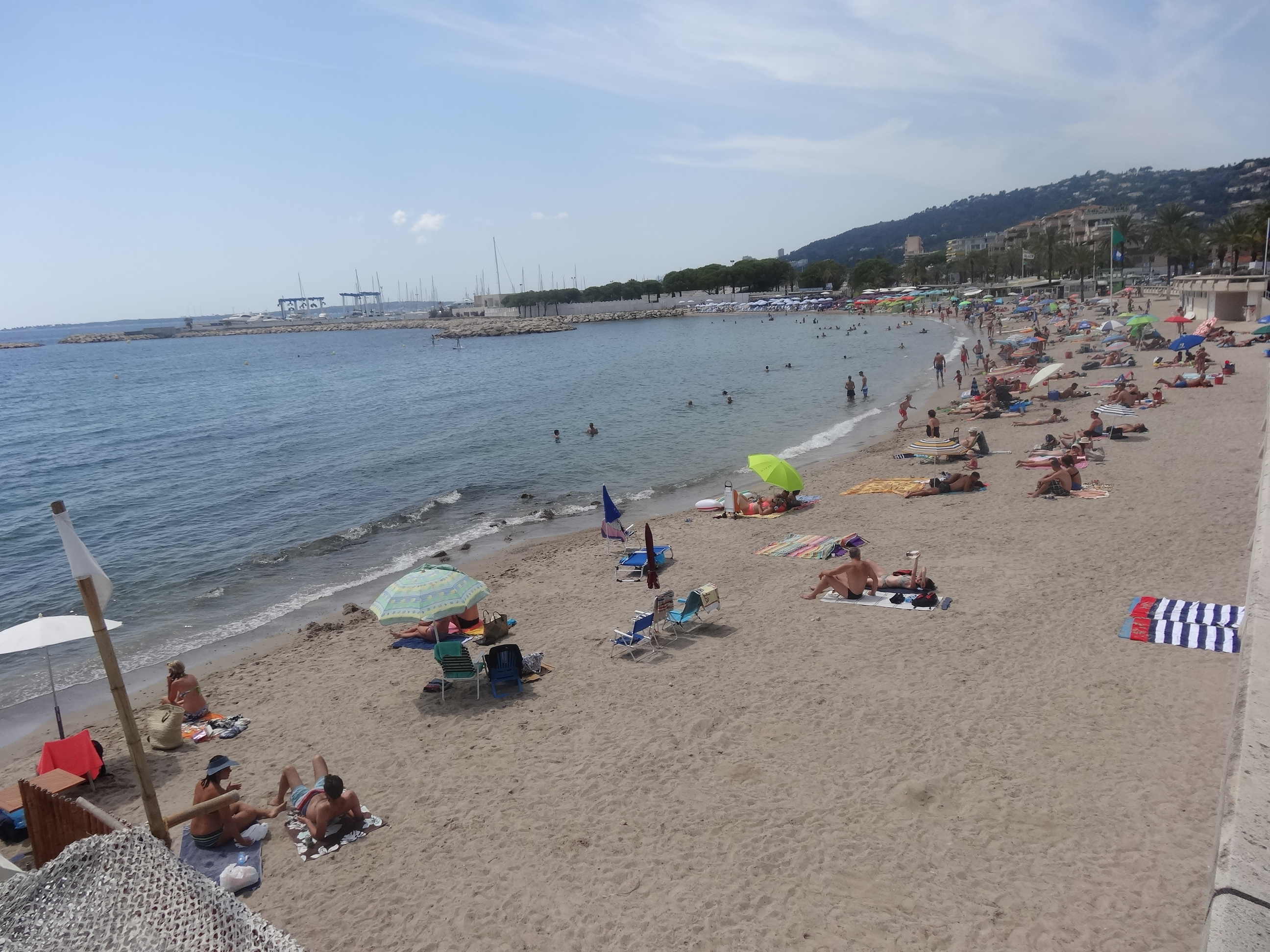

A 18.800 körüli lakosú Vallauris a francia kerámiagyártás és művészet egyik központja, mely az 1940-es évek végén vált azzá Picassó, Pignon és a szobrász Prinner kezdeményezésére.
A város főterét is Picasso egy műve: A bárányos férfi bronzszobra díszíti. A főtértől jobbra levő kis téren áll egy kastély, melynek kápolnájában a falakon Picasso csodálatos alkotása, A "Háború és Béke" freskó található. A három falat beborító 125 négyzetméteres freskót 1952 és 1959 között készítette a mester.
A város utcáin számtalan művész, iparművész állítja ki vázáit, szobrait, tálait.

## Galéria

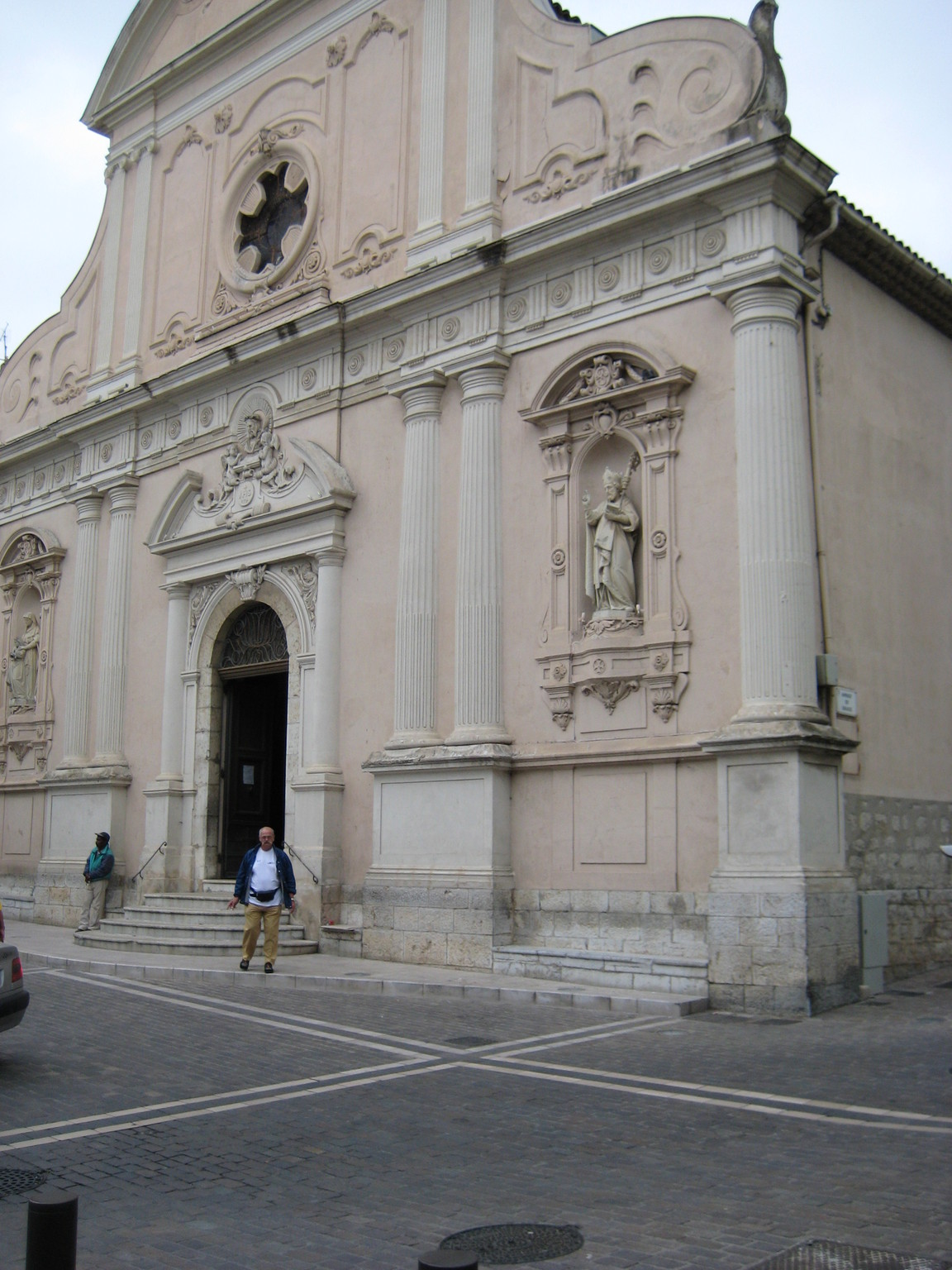
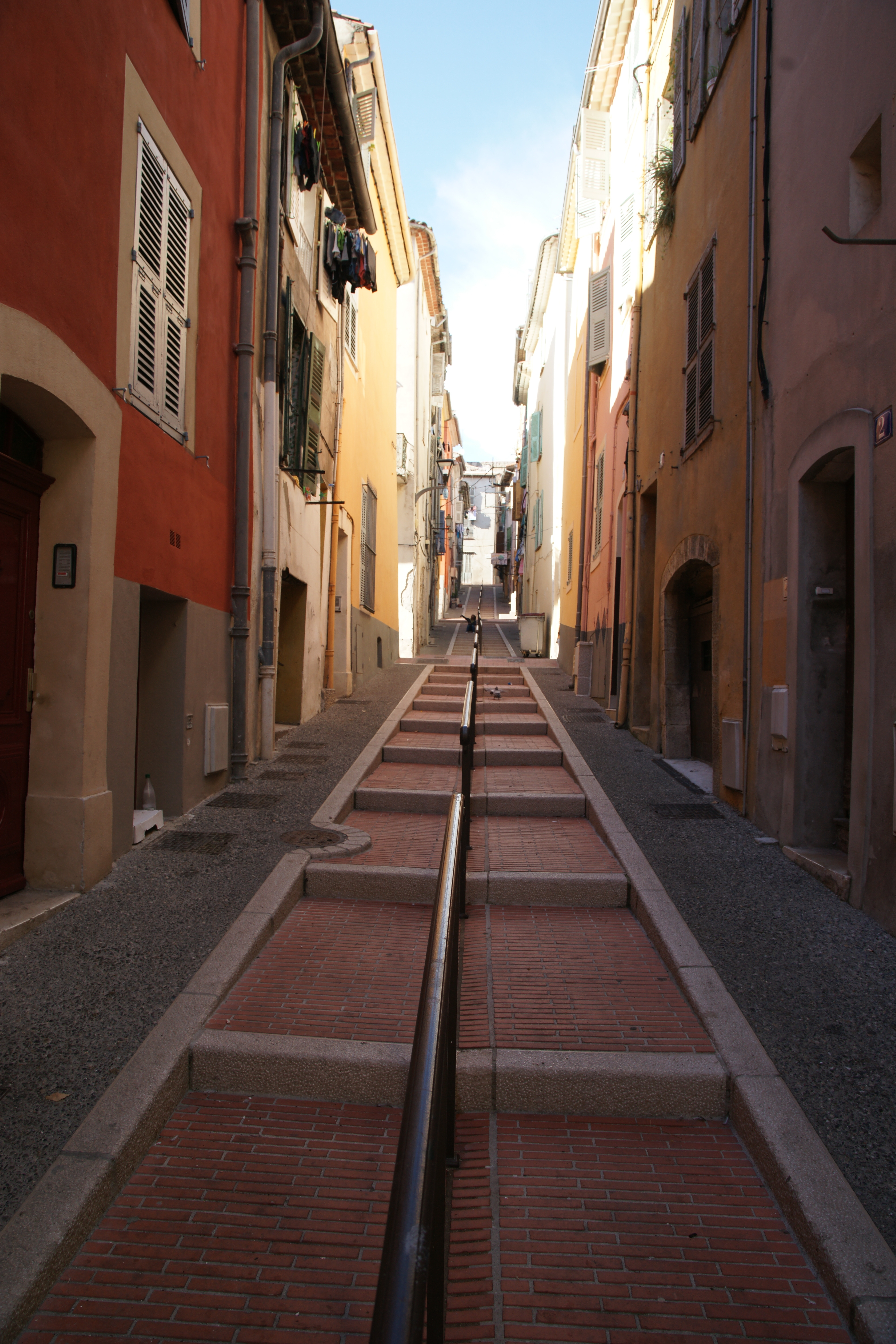
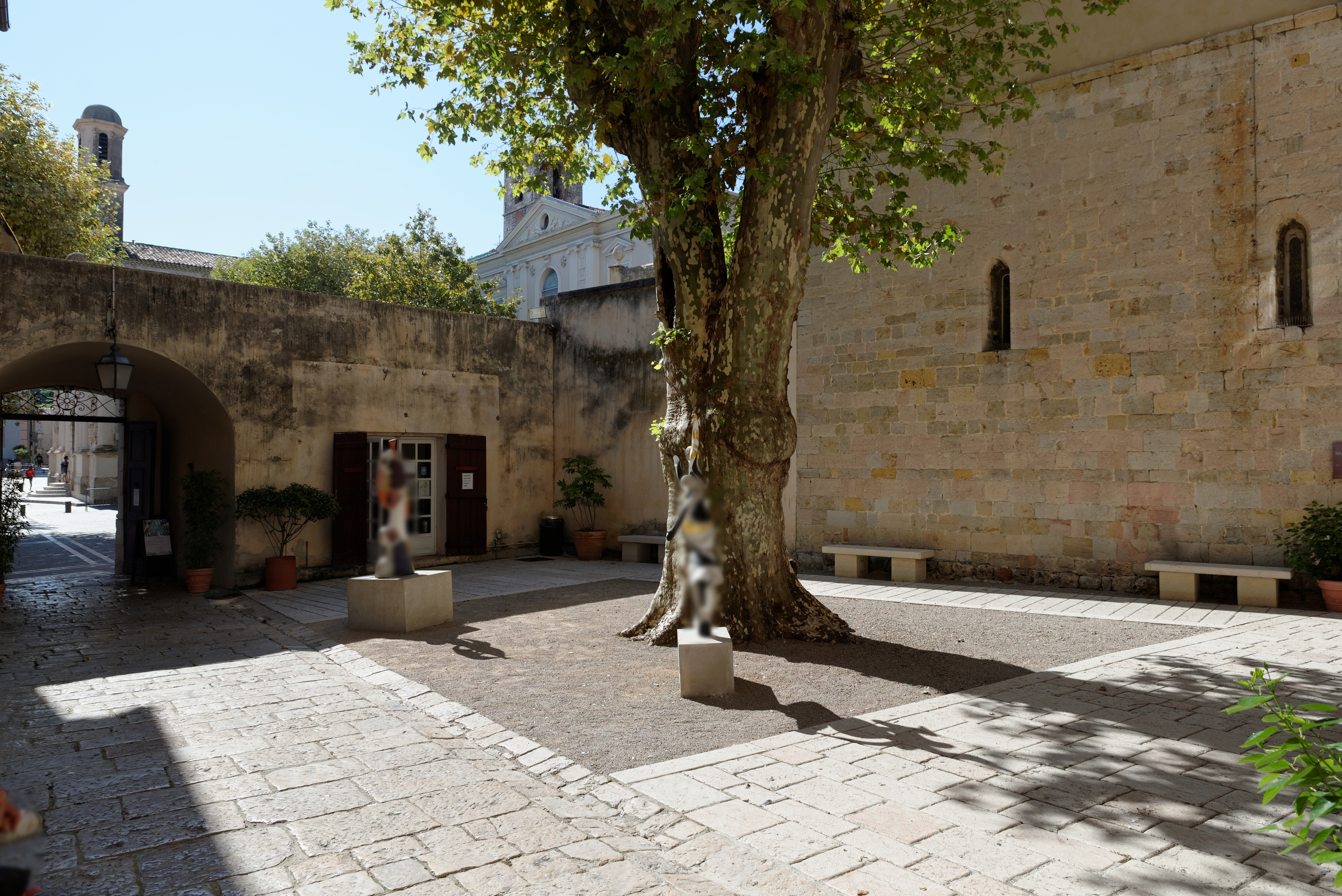
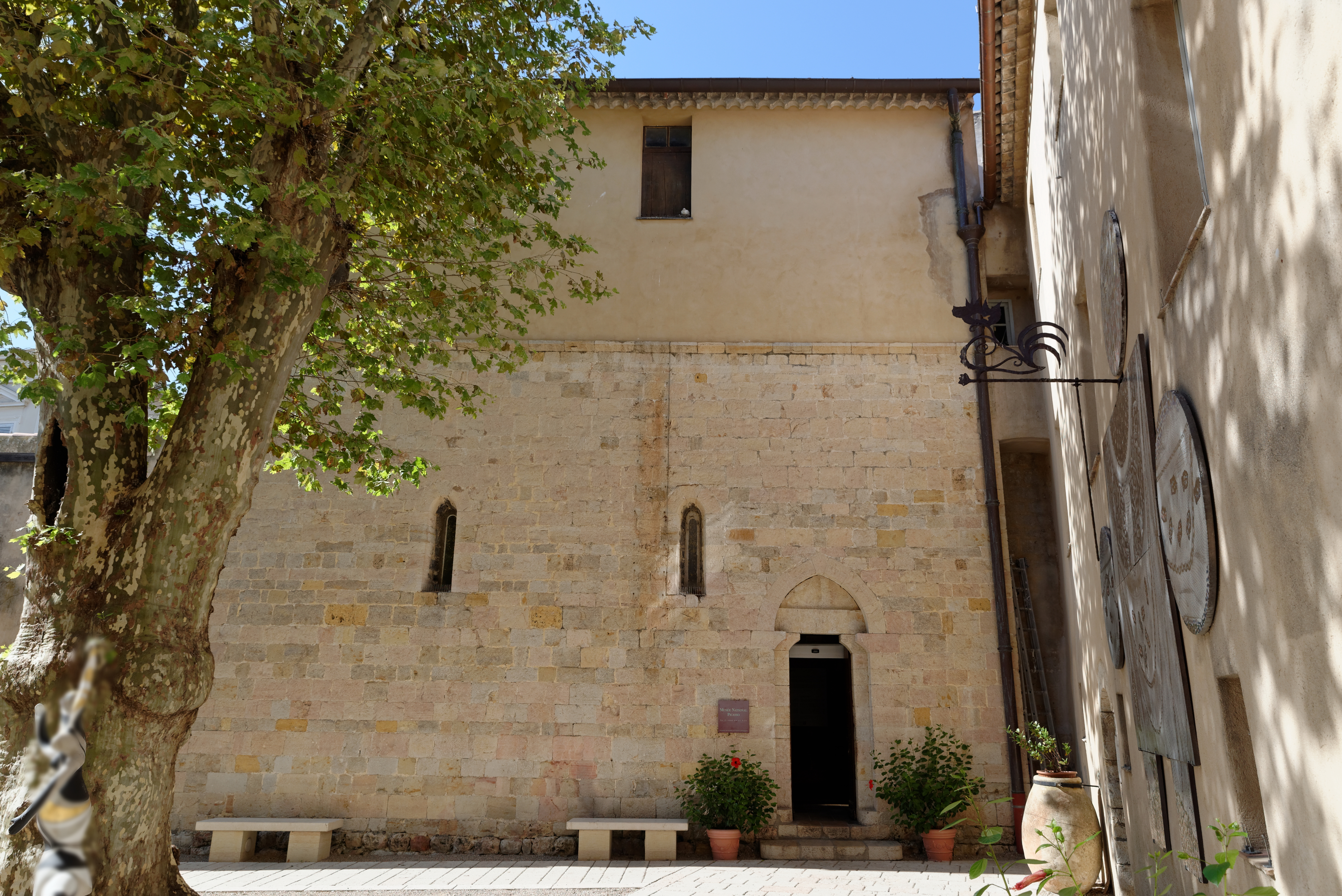
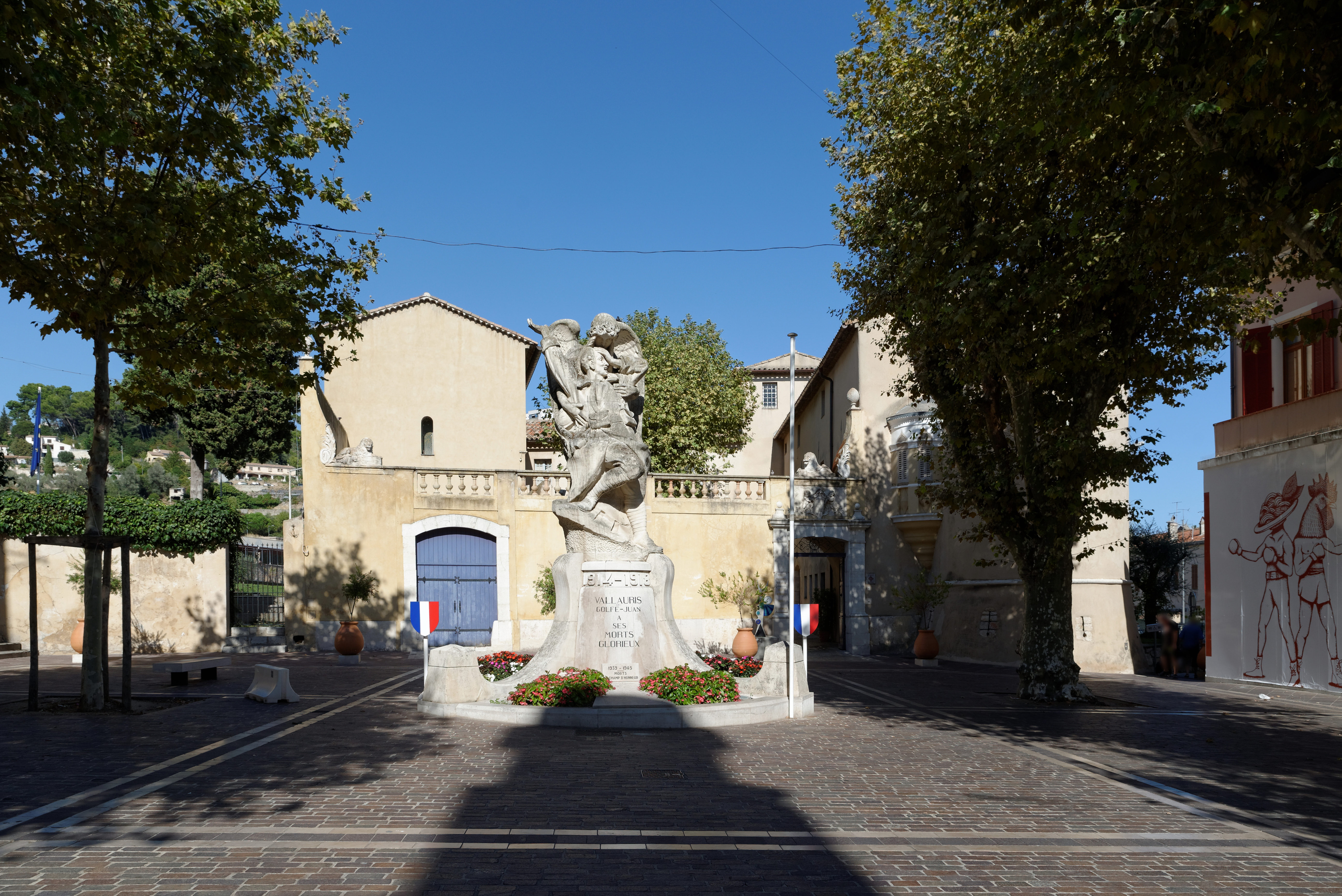
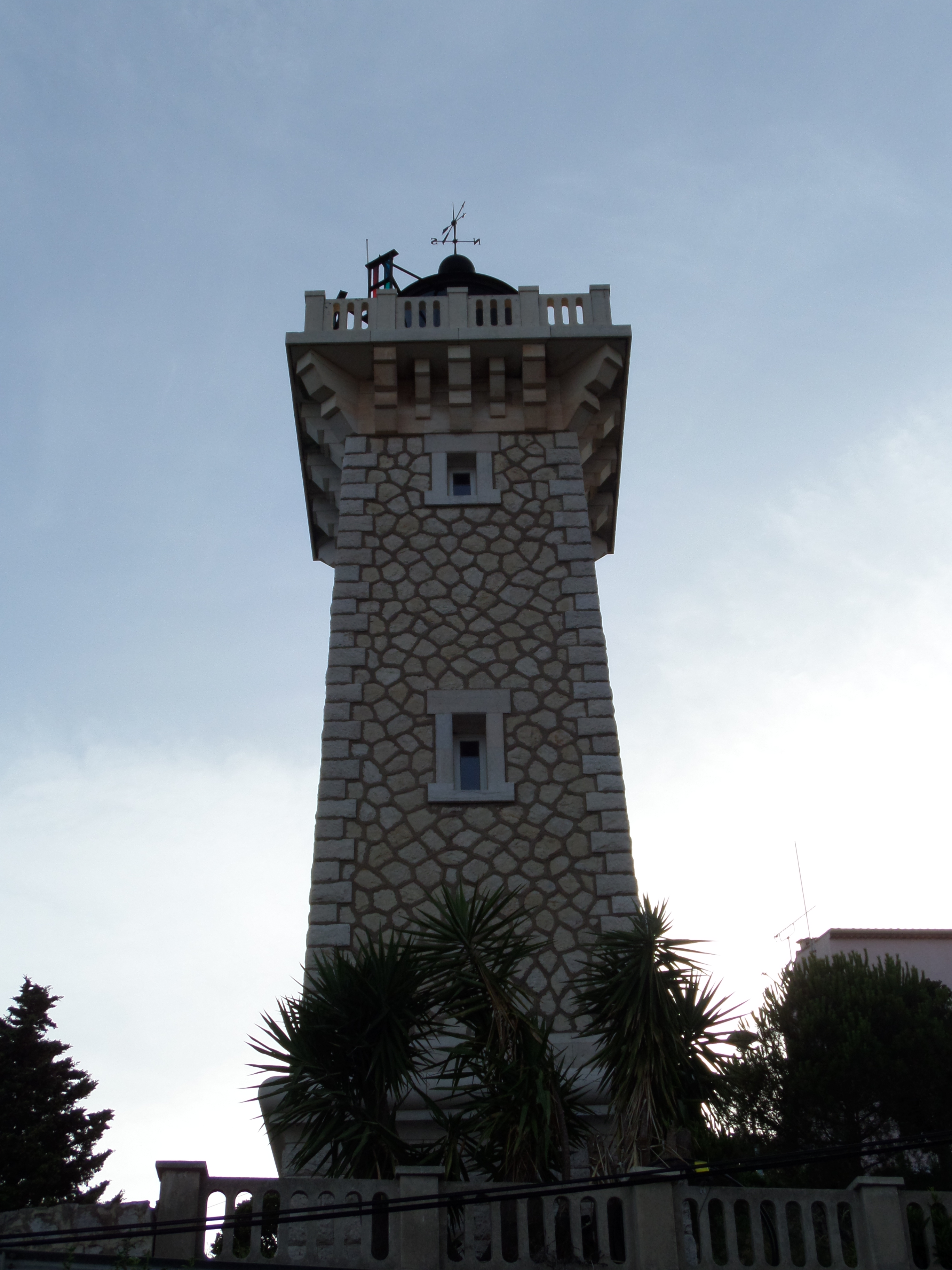
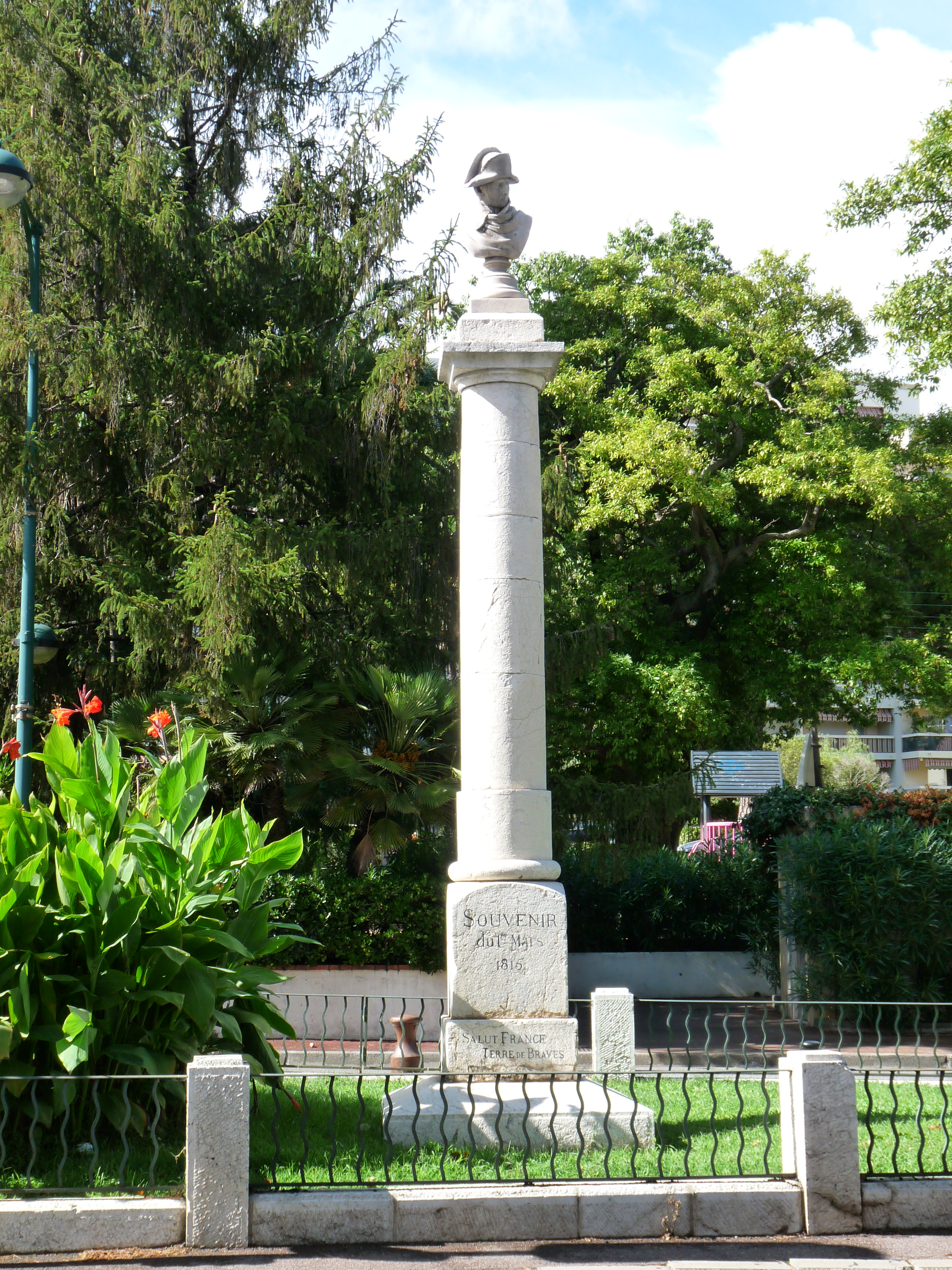
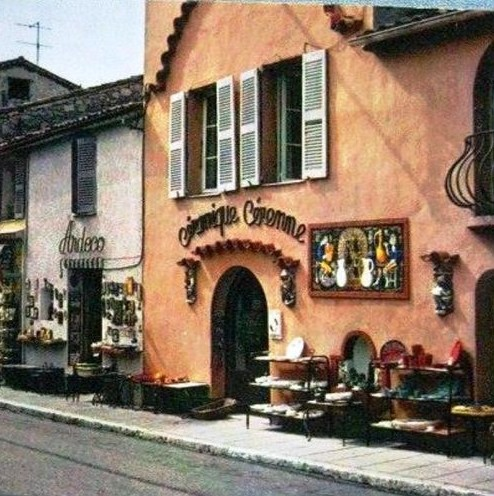
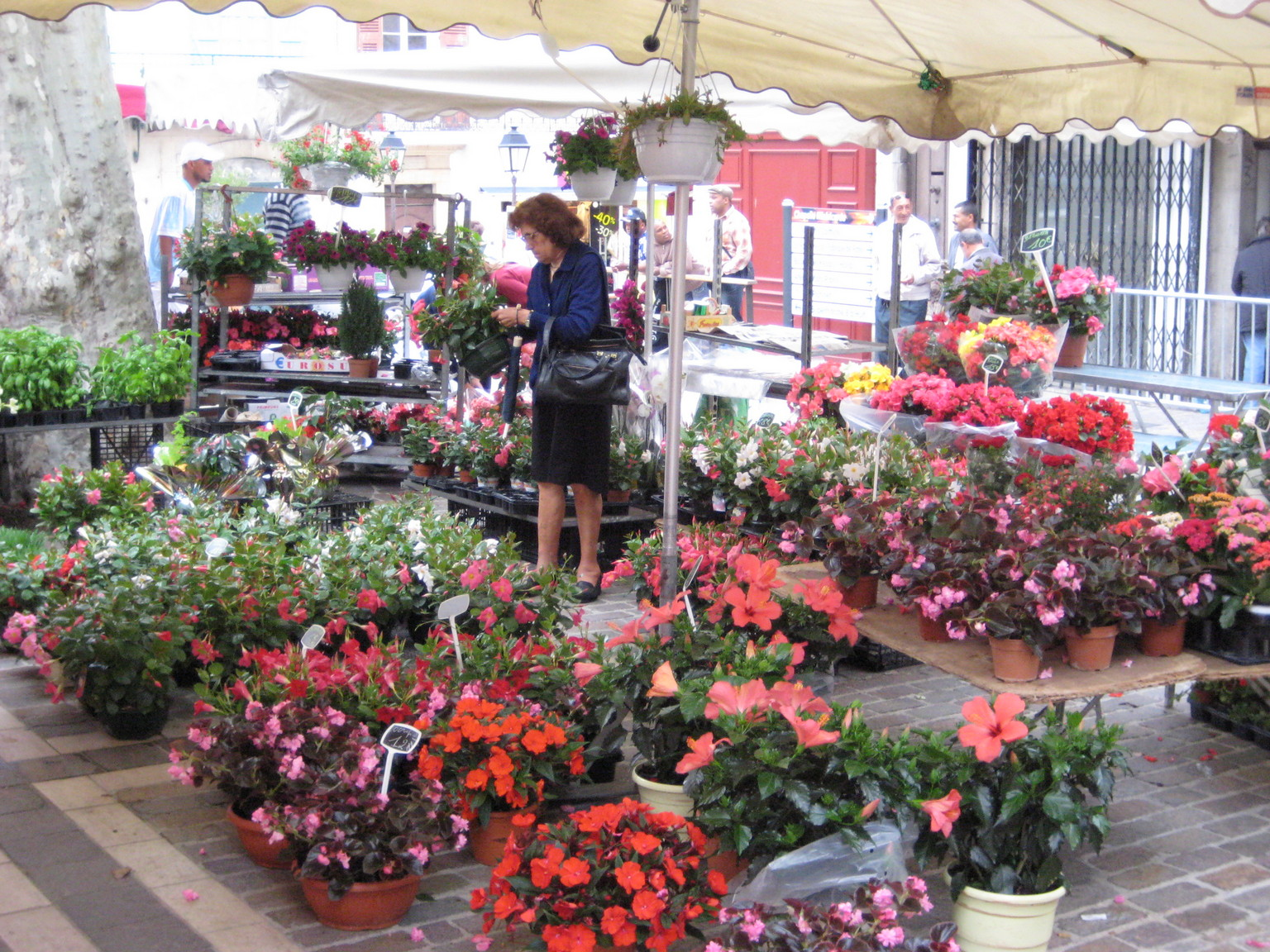
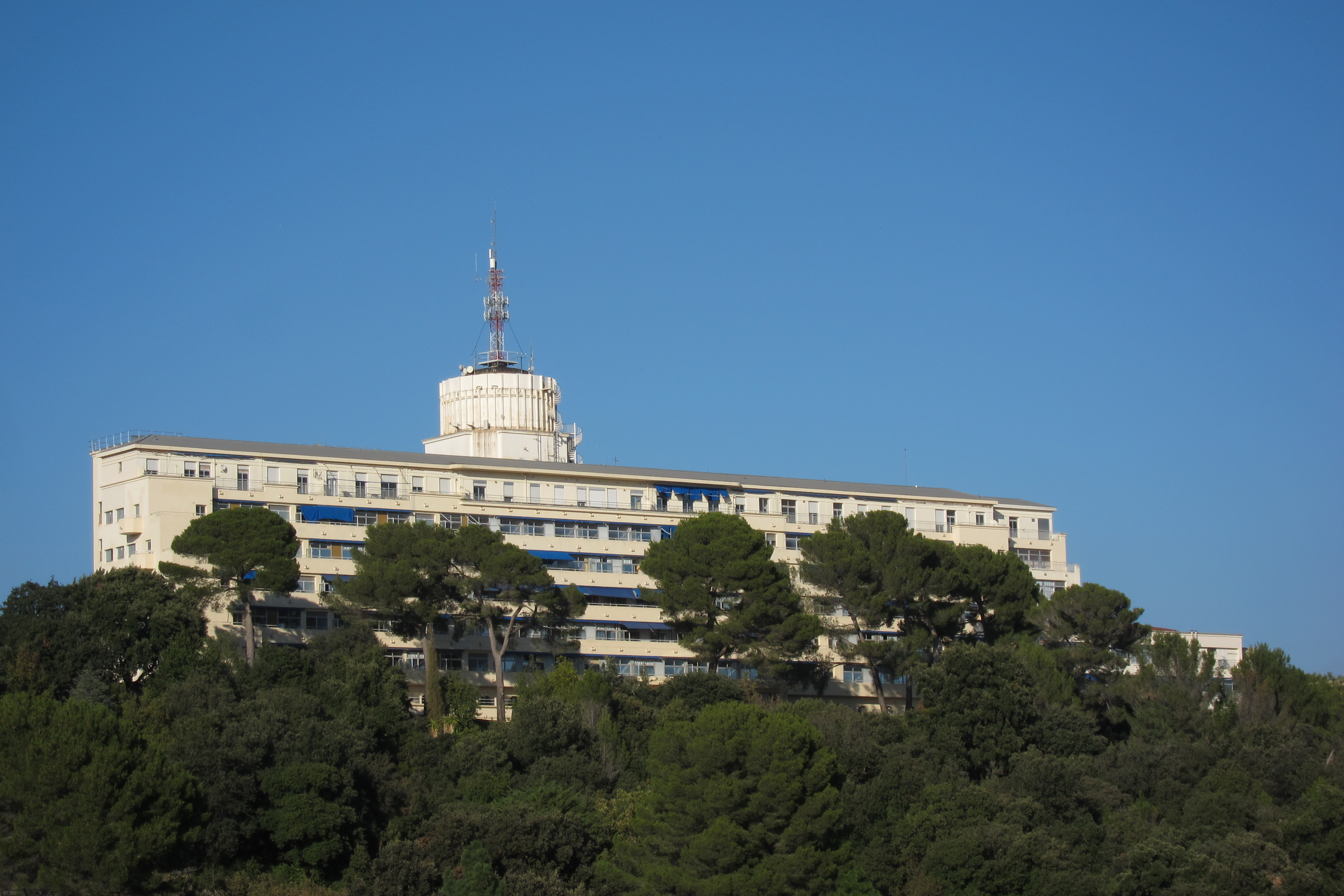
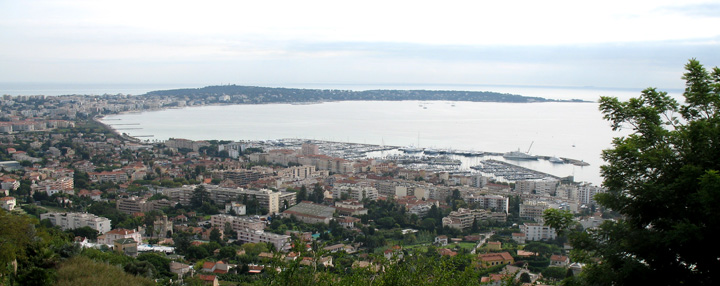
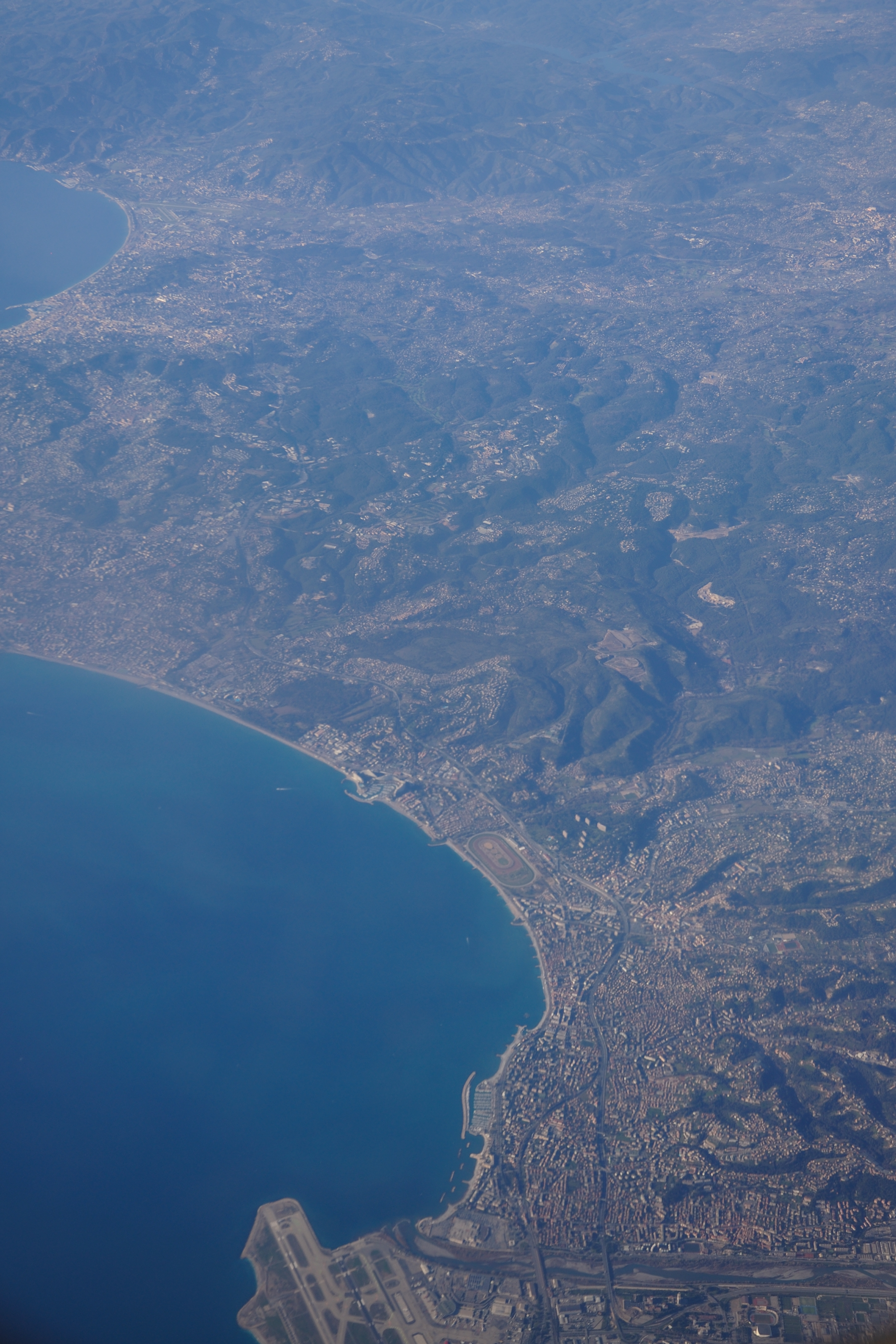

## Vallaurisi kerámia

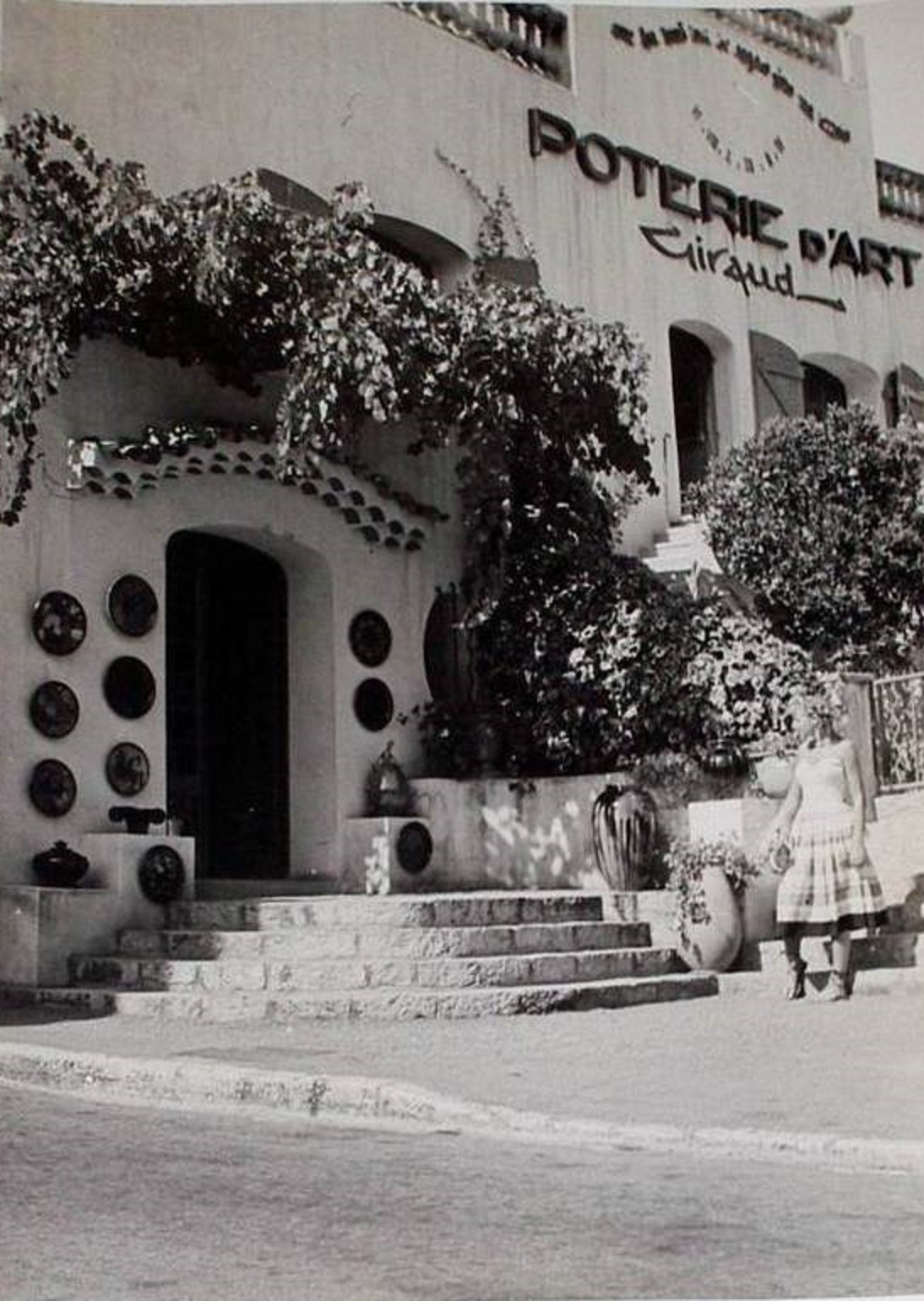
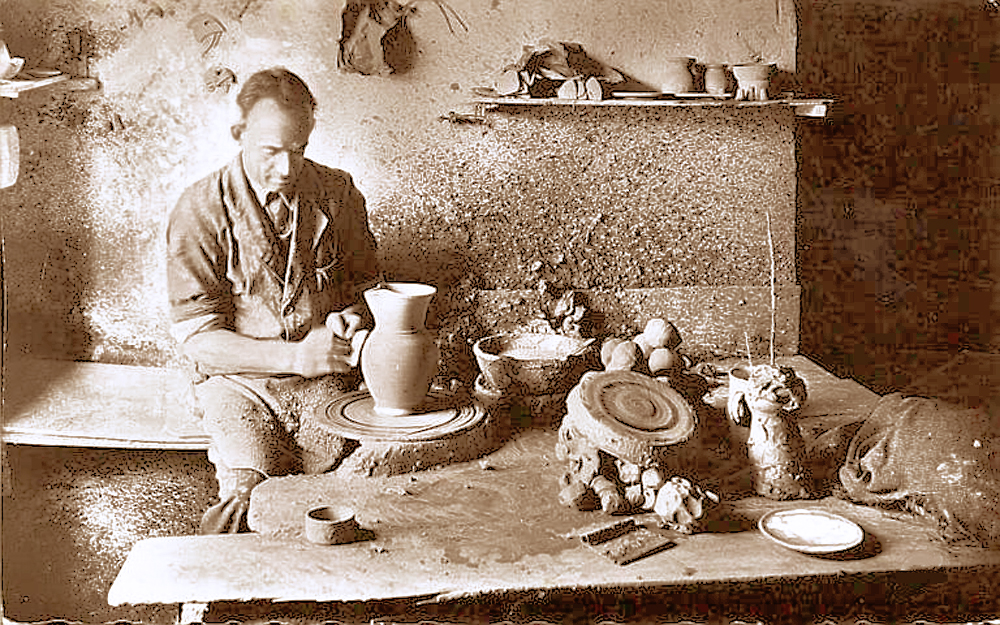
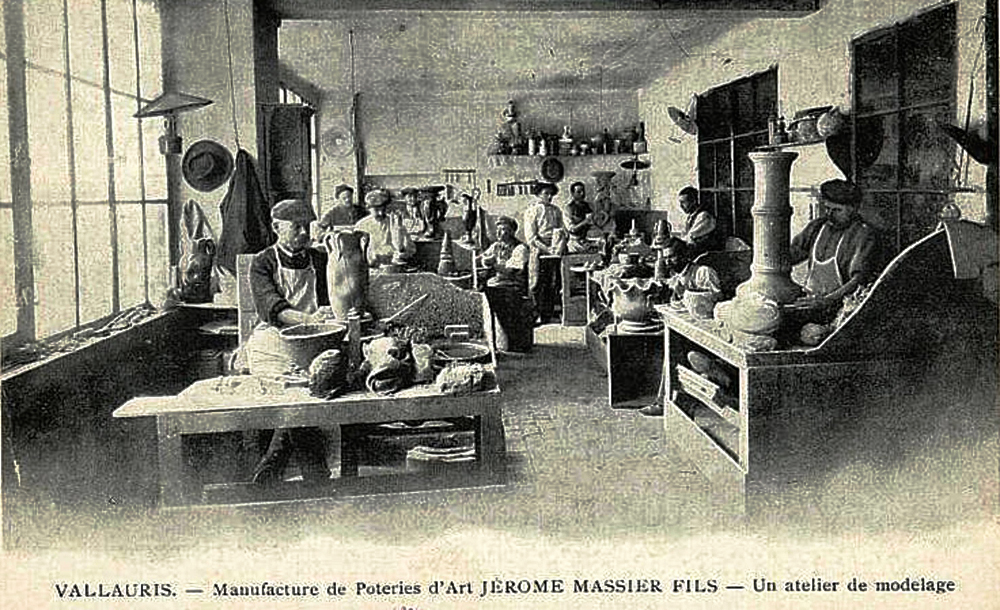
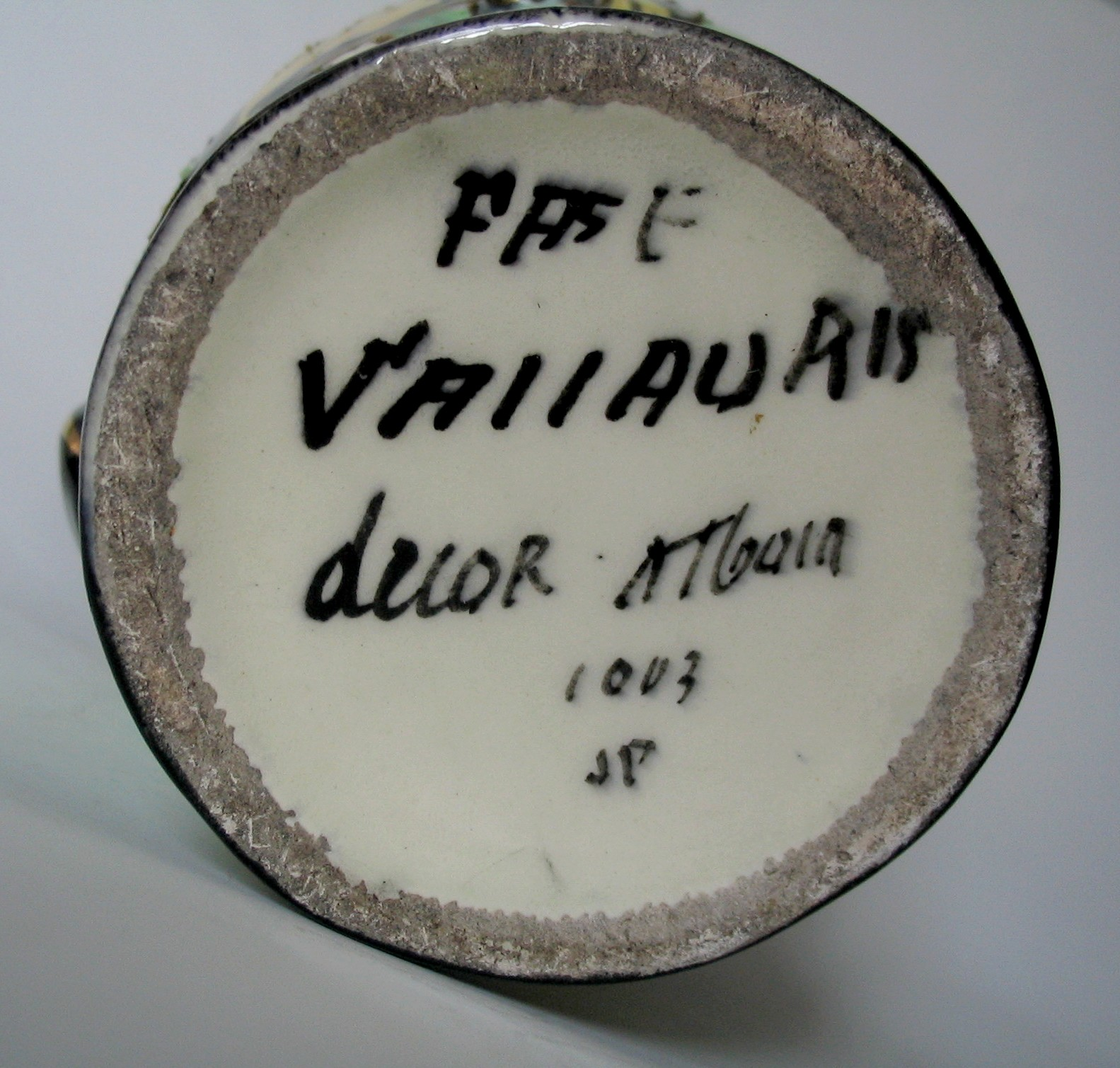
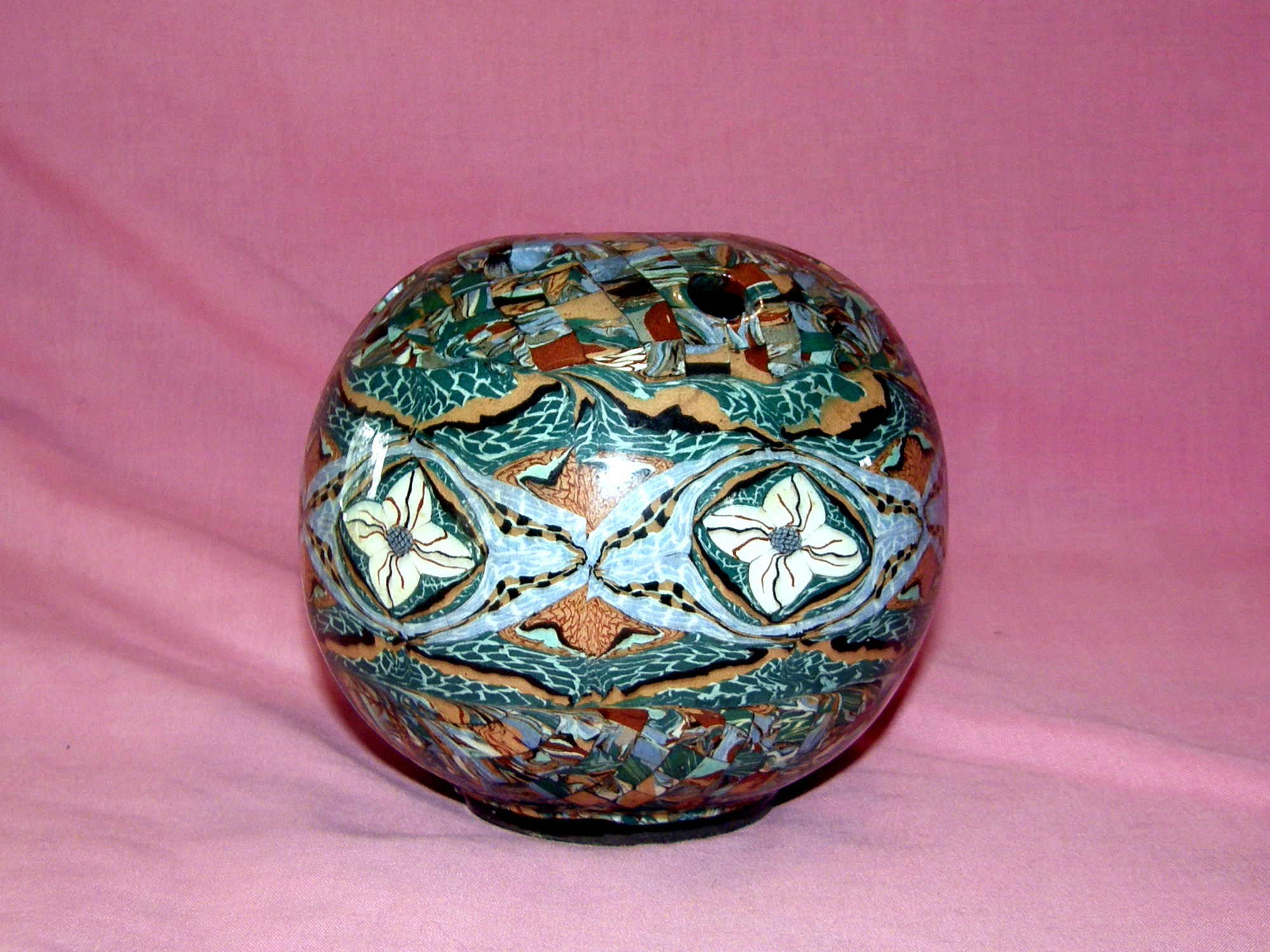
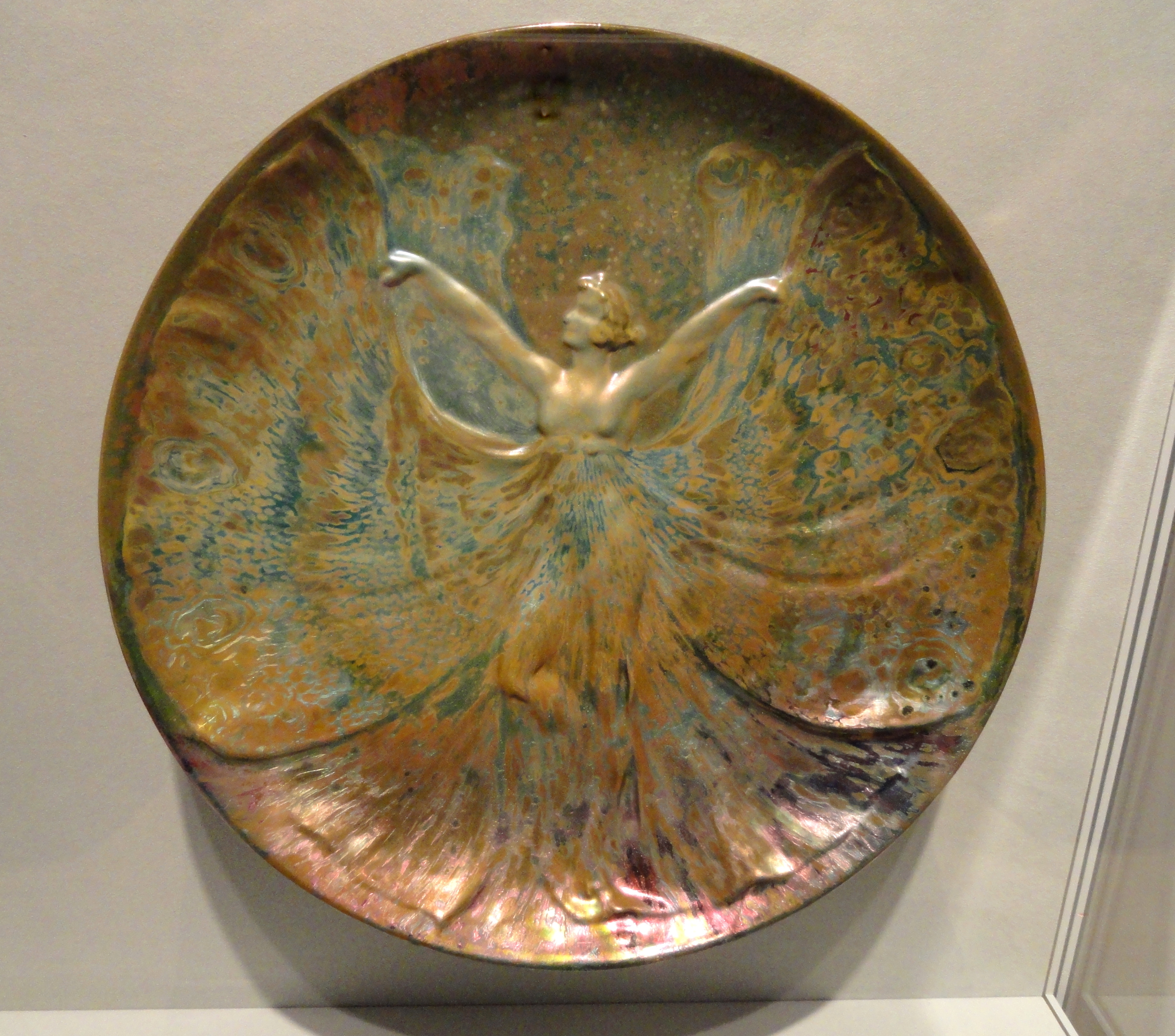
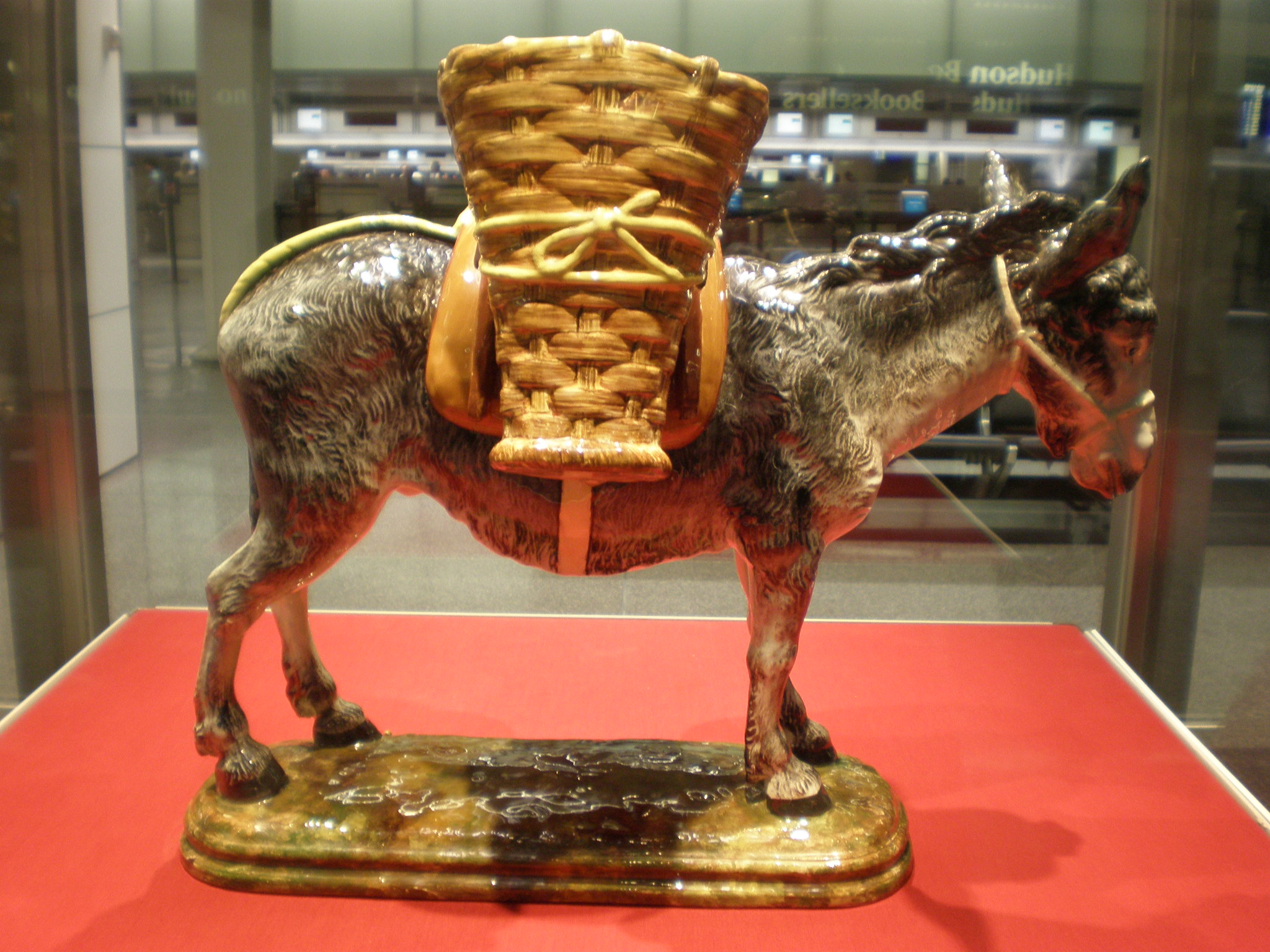
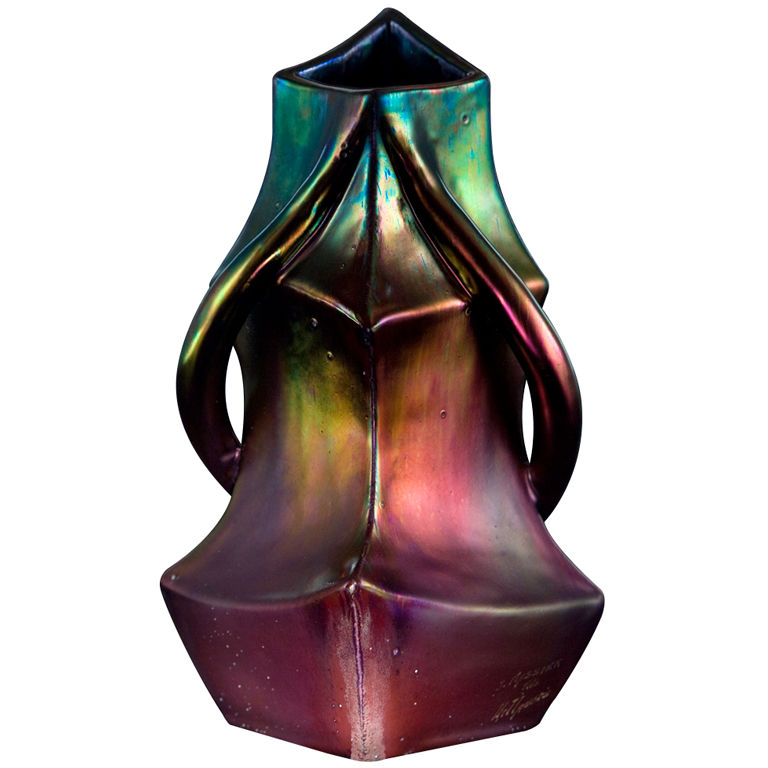